# Лигдамид Наксосский
Лигдамид (др.-греч. Λύγδαμις) — тиран Наксоса во второй половине VI века до н. э.
Принадлежал к наксосской аристократии и при этом был вождем народной партии, противостоявшей олигархии. Около 546 до н. э. присоединился к Писистрату, которому помог деньгами и людьми при установлении третьей тирании. Возможно, как и Писистрат, был в это время изгнанником.
После битвы при Паллениде и установления тирании Писистрат организовал морскую экспедицию, подчинил Наксос и передал власть на нем Лигдамиду, оставив у него сыновей своих афинских противников, взятых в заложники.
Около 538 до н. э. Лигдамид содействовал установлению тирании Поликрата на Самосе. Неизвестно, участвовал ли в этом предприятии Писистрат, но исследователи считают это возможным, так как у Афин и Самоса был общий враг — Митилена.
Как и его коллеги Писистрат и Поликрат, Лигдамид имел тесные связи со святилищем Аполлона на Делосе.

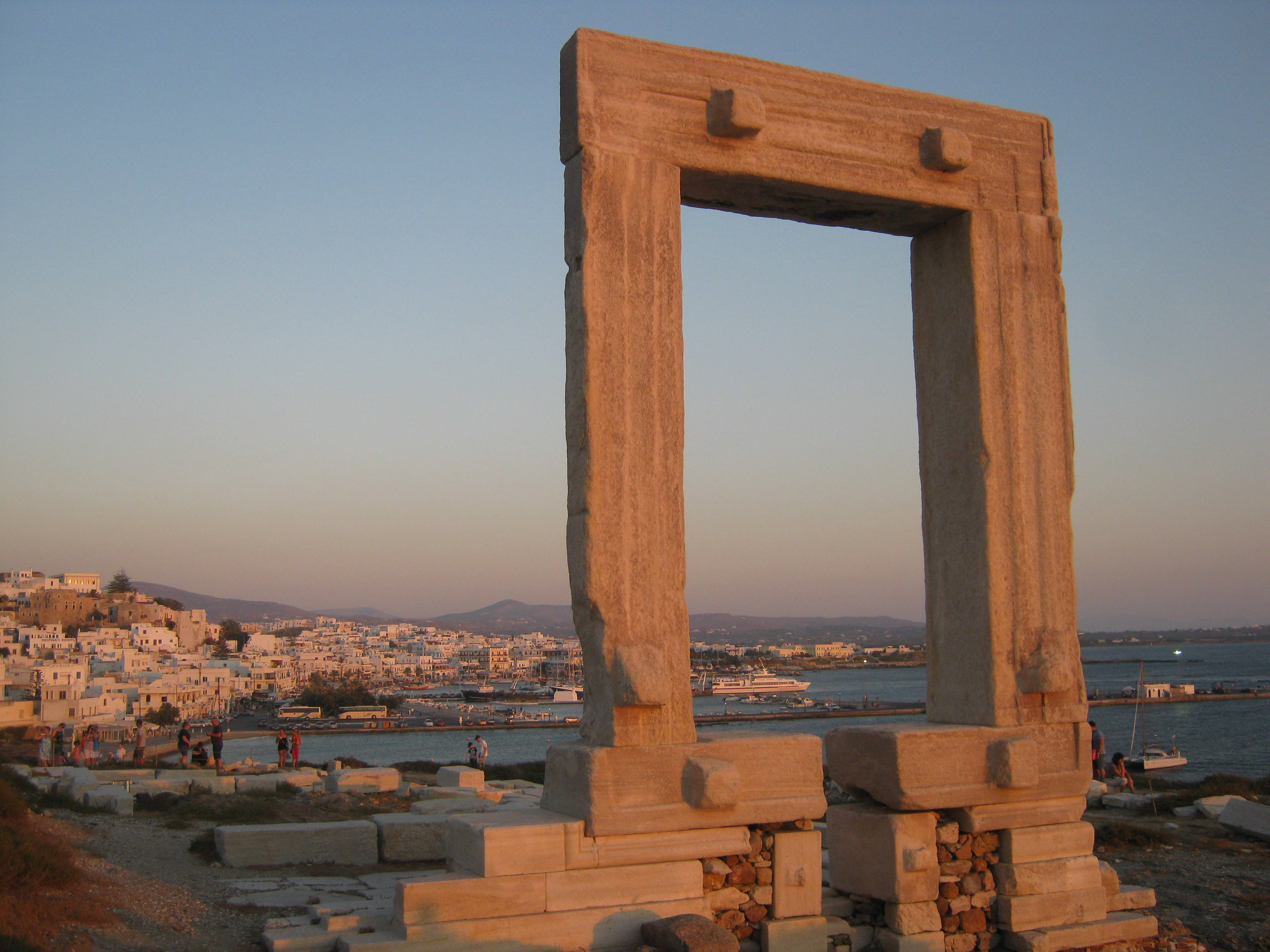
Портара храма Аполлона Наксосского, предположительно, построенного Лигдамидом

О его правлении известно, что он захватил земли бежавших аристократов и хотел их продать, однако, покупателей на острове было мало, и они предлагали слишком низкую цену, потому тиран продал земли тем, у кого их конфисковал, и эти люди, находившиеся в изгнании, могли, таким образом, владеть землей на Наксосе.
На основании одного сообщения Плутарха предполагается, что Лигдамид был свергнут спартанцами и коринфянами во время Самосской экспедиции против Поликрата, однако, достоверность слов Плутарха вызывает сомнения.
По другому предположению, тиран мог быть свергнут около 517—515 до н. э., времени, на которое, согласно хронике Евсевия, приходится талассократия Спарты в Эгеиде. Это мнение также оспаривается, поскольку большинство исследователей вообще не верят в спартанскую талассократию.
У Плутарха сохранился анекдот, согласно которому

Однажды к тирану Лигдамиду пришли спартанские послы, но тот, многократно перенося свидание, все откладывал встречу. Наконец кто-то сообщил, что он не расположен к свиданию, так как чувствует слабость. «Передай ему, во имя богов, — сказали послы, — что мы пришли не бороться с ним, а разговаривать».— Плутарх. Изречения неизвестных спартанцев, 67 (Моралии, 236c.)
Л. Г. Печатнова предполагает, что этим все и ограничилось, спартанцы на словах подтвердили своё неприятие тирании, а Лигдамид так и остался у власти, и когда и кем он был свергнут, неизвестно. По сообщению Геродота, в начале V века до н. э. на острове снова правили олигархи.